# 迈克尔·马伦
迈克尔·格伦·马伦（Michael Glenn Mullen，1946年10月4日—），美国海军上将。2007年9月接替彼得·佩斯陆战队上将担任美国参谋长联席会议主席，2009年9月连任参谋长联席会议主席。2011年7月10至13日应中华人民共和国中央军委委员、总参谋长陈炳德上将邀请访华。
2022年2月28日，《路透社》報導，美國拜登政府將派遣由前高級國防和安全官員組成的代表團訪問臺灣，由美國前參謀首長聯席會議主席邁克爾·馬倫率團訪臺。政府高級官員透露，這表明在俄羅斯入侵烏克蘭後，對臺灣擁有主權的支持。總統府發言人張惇涵表示，總統蔡英文將於3月2日上午於總統府接見訪團，並於當天設晚宴接待。訪團成員包括前國防部政策次長傅洛依（Michèle A. Flournoy）、前白宮副國安顧問歐蘇莉文（Meghan L. O'Sullivan）、前白宮國安會亞洲事務資深主任格林及前白宮國安會亞洲事務資深主任麥艾文（Evan S. Medeiros）。訪團成員涵蓋民主、共和兩黨的卸任高層國安官員，充分展現美國對印太區域局勢的高度重視，及美國跨黨派對臺灣高度共識的支持。

## 荣誉

### 外国勋章奖章
- 旭日大绶章（日本，2011年7月8日公布[4]）